# Rivière Macatawa
La rivière Macatawa (anciennement rivière Noire, puis en anglais Black River) est un cours d'eau américain situé dans l'État du Michigan, le long de la ville de Holland. La rivière Macatawa se jette dans le lac Macatawa qui communique au lac Michigan par un chenal.

## Histoire

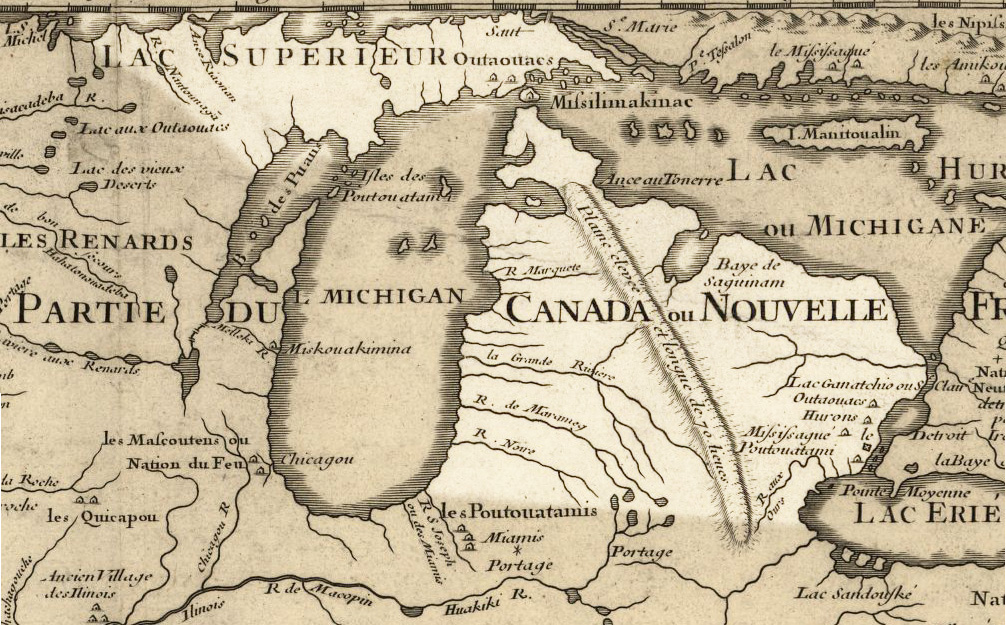
Carte de la région du Michigan et de la rivière Noire à l'époque de la Nouvelle-France par Guillaume Delisle (1718).

Le nom de Macatawa ("Muck-i-ta-wog-go-me" en langue amérindienne) signifie « noire ». À l'époque de la Nouvelle-France, les explorateurs et trappeurs français et Canadiens-français avaient dénommés ce cours d'eau la rivière Noire en traduisant le nom amérindien. Les Américains anglicisent le nom français en Black River. La rivière retrouve par la suite sa dénomination originale en langue amérindienne.